# レディッチ
レディッチ（Redditch）は、イングランド・ウェスト・ミッドランズ地方のウスターシャー州に属すタウンかつバラである。人口は8万ほどで小さいが、チーズなどの名物で全国で知られている。1964年にニュータウンとして指定された。
1978年に完成した当時国内唯一のショッピングモール「Kingfisher Shopping Centre」の中央広場はヤシに囲まれている。

## 出身人物
- チャールズ・ダンス：俳優
- ジョン・ボーナム：レッド・ツェッペリンのドラマー
- ハリー・スタイルズ：歌手、俳優、モデル

## 姉妹都市
- オセール、フランス
- ムトワラ、タンザニア